# Baía da Poça
A baía da Poça é uma baía localizada no concelho de Santa Cruz da Graciosa, ilha Graciosa.

## Descrição
Esta baía localiza-se nas imediações do Carapacho, próxima à Ponta da Restinga, ao Farol do Carapacho e do ilhéu de Baixo entre a Baía da Engrade e a Baía do Quarteiro, dentro das coordenadas geográficas de Latitude 39º01.00' Norte e de Longitude 27º57.00' Oeste.
Apresenta-se como um excelente local de mergulho, dado ser pouco explorado devido ao facto de ter um acesso difícil a partir da costa. É um local fortemente constituído por grandes depósitos de calhau rolado que recobrem grande parte de substrato do fundo por sua vez constituído por escoadas lávicas que apresentam morfologia irregular, cavidades e alguns tubos de lava com uma profundidade média que ronda os 11 metros.
Neste local é possível observar a presença de três grutas junto à costa e no final da gruta mais interior há um sifão, facto que obriga a alguma prudência.
A segurança do mergulho é boa apesar do difícil acesso por terra que pode cansar o mergulhador.
Este local que se encontra incluído numa Zona de Protecção Especial oferece abrigo à reprodução de garajau-comum e garajau-rosado.

## Fauna e flora residente e observável

### No mar
- Água-viva (Pelagia noctiluca);
- Alga-vermelha (Asparagopsis armata);
- Alga-castanha (Dictyota dichotoma);
- Alga-Roxa - (Bonnemaisonia hamifera);
- Anêmona-do-mar (Alicia mirabilis);
- Alface-do-mar (Ulva rigida);
- Ascídia-flor (Distaplia corolla);
- Boga (Boops boops);
- Bodião (Labrus bergylta);
- Bodião-verde (Centrolabrus trutta);
- Caravela-portuguesa (Physalia physalis);
- Chicharro (Trachurus picturatus);
- Castanheta-preta (Abudefduf luridus);
- Castanheta-amarela (Chromis limbata);
- Caranguejo-eremita (Calcinus tubularis);
- Craca (Megabalanus azoricus);
- Estrela-do-mar (Ophidiaster ophidianus);
- Garoupa (Serranus atricauda);
- Lapa-brava (Patella ulyssiponensis aspera);
- Lapa-mansa (Patella candei gomesii);
- Lírio (Seriola dumerili);
- Mero (Epinephelus marginatus);
- Moreia-pintada (Muraena helena);
- Moreia-preta (Muraena augusti);
- Musgo (Pterocladiella capillacea);
- Ouriço-do-mar-negro (Arbacia lixula);
- Ouriço-do-mar-roxo (Strongylocentrotus purpuratus);
- Pargo; (Pagrus pagrus);
- Patruça (Kyphosus sectatrix);
- Peixe-cão (Bodianus scrofa);
- Peixe-porco (Balistes capriscus);
- Peixe-balão (Sphoeroides marmoratus);
- Peixe-rei (Coris julis);
- Peixe-rainha (Thalassoma pavo);
- Polvo (Octopus vulgaris);
- Anchova (Pomatomus saltatrix);
- Ratão (Taeniura grabata);
- Salema (Sarpa salpa);
- Salmonete (Mullus surmuletus);
- Solha (Bothus podas);
- Sargo (Diplodus sargus cadenati);
- Veja (Sparisoma cretense);
- Zonaria flava.

Além das espécies mencionadas é ainda possível encontrar-se outras variedades de fauna e flora marinha em que convivem cerca de 101 espécies diferentes, sendo que é 10.3 o Índice de Margalef.